# Bundesstraße 308
Die Bundesstraße 308 (Abkürzung: B 308) ist eine deutsche Bundesstraße in Bayern. Sie führt von Lindau (Bodensee) über Oberstaufen und Sonthofen an die deutsch-österreichische Grenze (Oberjochpass). Die B 308 ist der westliche Teil der Deutschen Alpenstraße.

## Verlauf
Die Bundesstraße 308 beginnt im Landkreis Lindau (Bodensee) an der Bundesautobahn 96 (München – Lindau) AS Sigmarszell (3) als Verlängerung der aus Friedrichshafen kommenden B 31. An Sigmarszell vorbei geht es hinauf nach Scheidegg. Der weitere Verlauf führt Richtung Lindenberg im Allgäu. Kurz vor Lindenberg im Allgäu zweigt die B 308 als Umgehungsstraße Richtung Südosten ab. Der Strecke folgend trifft sie nun auf die B 32. An Oberreute vorbei erreicht die B 308 den Landkreis Oberallgäu. Hier führt die B 308 über das so genannte Paradies, eine im Winter berüchtigte Passstraße.
Nun erreicht die B 308 Oberstaufen. Hier trifft sie im Konstanzer Tal die Bahnstrecke Buchloe–Lindau, in deren weiterem Verlauf sie diese mehrfach kreuzt. Am Großen Alpsee vorbei gelangt die B 308 nach Immenstadt im Allgäu; hier führt sie weiter Richtung Norden. Am Stadtrand von Immenstadt zweigt die B 308 Richtung Osten ab, überquert die Iller und trifft dort auf die aus Kempten (Allgäu) kommende autobahnähnlich ausgebaute B 19. Ab hier verlaufen die B 308 und B 19 gemeinsam Richtung Südosten bis zur Abfahrt Sonthofen. Hier trennen sich die Bundesstraßen. Die B 19 führt weiter bis nach Oberstdorf.
Die B 308 führt nun in östlicher Richtung durch Sonthofen entlang der Ostrach nach Bad Hindelang. Dem Verlauf folgend führt die B 308 zum Oberjochpass. Mit 107 Kurven ist sie am Oberjochpass die kurvenreichste Straße Deutschlands. Zudem ist sie mit dem Oberjochpass eine der höchstgelegenen Bundesstraßen in Deutschland. Die höchstgelegene Bundesstraße in Deutschland ist die Bundesstraße 317, die über den Feldbergpass führt. In Oberjoch zweigt die B 308 Richtung Südosten ab, während die Trasse weiter der hier beginnenden B 310 nach Nesselwang und Füssen folgt.
Die B 308 endet unweit des Ortsausganges Oberjoch an der deutsch-österreichischen Grenze zum Tiroler Bezirk Reutte und geht dort in die B 199 Richtung Weißenbach am Lech über.

## Geschichte

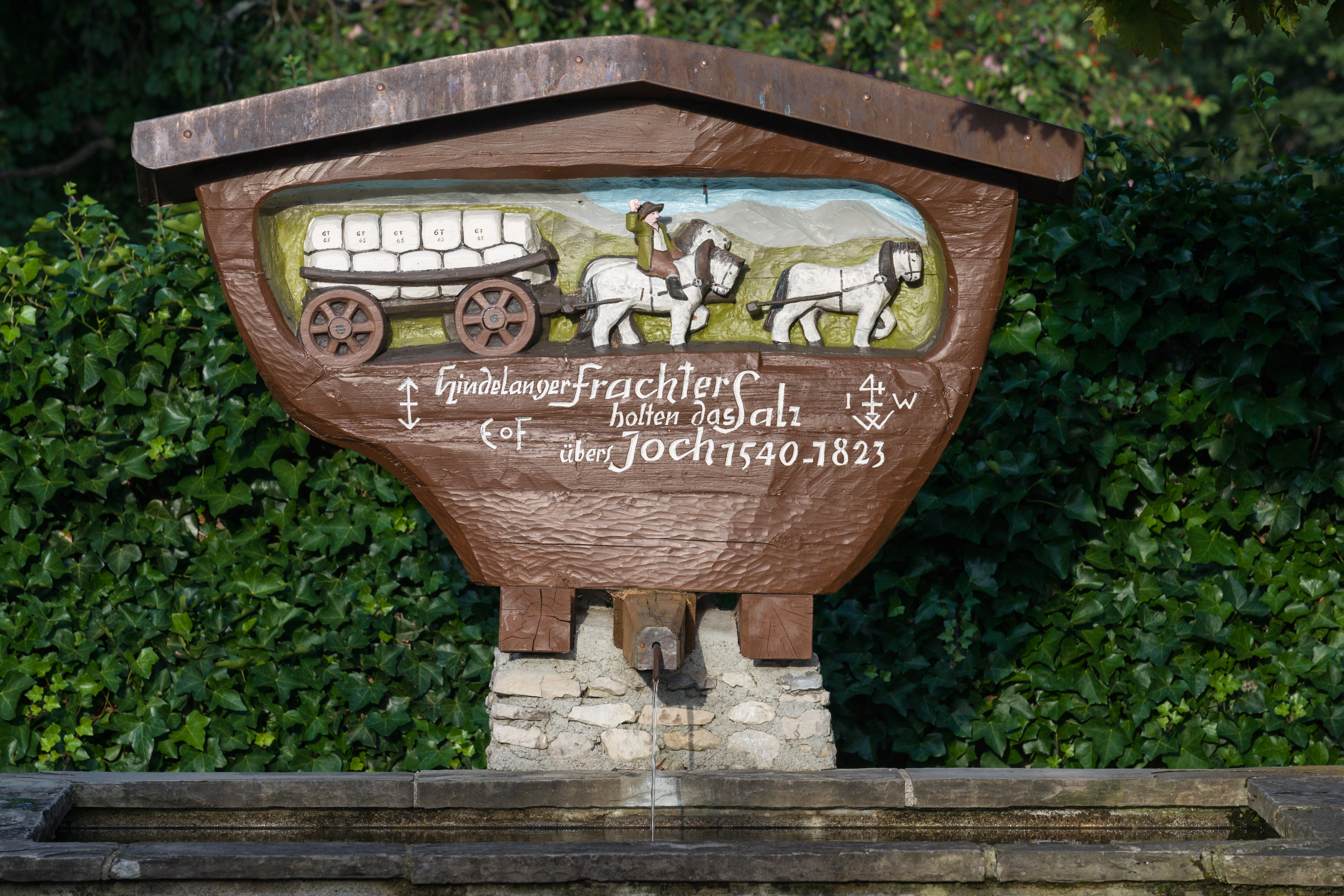
In Bad Hindelang erinnert der so genannte Salzbrunnen an den Salzhandel über den Oberjochpass

### Ursprung
1540–1550 wurde unter Graf Hug von Montfort die Straße von Sonthofen über Hindelang nach Oberjoch erbaut. In der gleichen Zeit ließ Erzherzog Sigismund Franz von Habsburg, Landesfürst von Tirol, eine Straße von Weißenbach am Lech über den Gaichtpass durch das Tannheimertal bis zur Gähwinde bauen. Damit war zum ersten Mal ein zusammenhängender Straßenzug vom Illertal zum Lechtal geschaffen worden, dessen Steigungen zwar stark, aber nicht schwierig waren. Infolgedessen wurden Montfortstraße und Gaichtpassstraße immer beliebter und zogen den Warenverkehr immer stärker an sich. Die neue Salzstraße wurde bald zu einer wichtigen Handelsstraße zwischen Tirol und dem Rhein, da der Arlberg wegen seiner Schwierigkeit berüchtigt war und die Reichsstraße über Kempten (Allgäu) zu weit. Schon im Jahr 1662 wurden auf der Jochstraße 15.850 Salzfässer (ein Fass wog etwa 5 Zentner) verfrachtet. Nicht weniger als 300 Pferde waren Tag für Tag unterwegs. Das war für damalige Verhältnisse ein gewaltiger Verkehr, der zu Wohlstand führte. Die Bewohner der Gemeinden des Tannheimertales wie die des Ostrachtales wurden von keinerlei Umlagen belastet.
Im Jahr 1894 begannen die Vorbereitungen zu einer neuen Jochstraße, und im Jahr 1895 wurde mit ihrem Bau begonnen. Sie wurde von vornherein für starken Verkehr angelegt, erhielt eine ansehnliche Breite und vor allem ein geringes Gefälle. Der Höhenunterschied von 300 m von Hindelang nach Oberjoch wurde mit 106 Kurven überbrückt. Die Integration der Straße in die Landschaft erfolgte so großartig und einfühlsam, dass heute die Jochstraße als genau so zur Landschaft gehörend empfunden wird wie das Bergpanorama und die Ortschaften. Im Jahre 1900 war die Straße fertiggestellt. In der Kriegs- und Nachkriegszeit war die Pflege der Jochstraße vernachlässigt worden, so dass sie in einen beklagenswerten Zustand geriet. Von Frühjahr bis Oktober 1952 wurde die Jochstraße zu einer gepflegten Autostraße erneuert.

### Frühere Strecken und Bezeichnungen
Die Straße von Schattwald über Hindelang nach Sonthofen wurde bis 1938 als bayerische Staatsstraße Nr. 119 bezeichnet, weil die Straßennummer sich nach dem Anfangsbuchstaben des Anfangsortes (S) richtete.
Die Bundesstraße 308 ging 1949 aus der Reichsstraße 308 hervor. Die R 308 hatte den gleichen Verlauf wie die heutige B 308; mit Ausnahme der Ortsumgehungen. 1938 (Anschluss Österreichs) wurde die R 308 über das Tannheimer Tal bis nach Weißenbach am Lech (R 17) verlängert.

### Ersetzungen
Seit 1949 wurden folgende Streckenabschnitte verlegt:
- Umgehung Schlachters, verbunden mit Verlegung des Streckenbeginnes von der B 18 zur B 31/A 96
- Umgehung Lindenberg im Allgäu
- Umgehung Thalkirchdorf mit Ratholz
- Umgehung Immenstadt-Sonthofen mit B 19
- Umgehung Bad Hindelang mit Vorderhindelang
- Umgehung Oberjoch mit Streckenausbau zur Bundesgrenze

## Tourismus

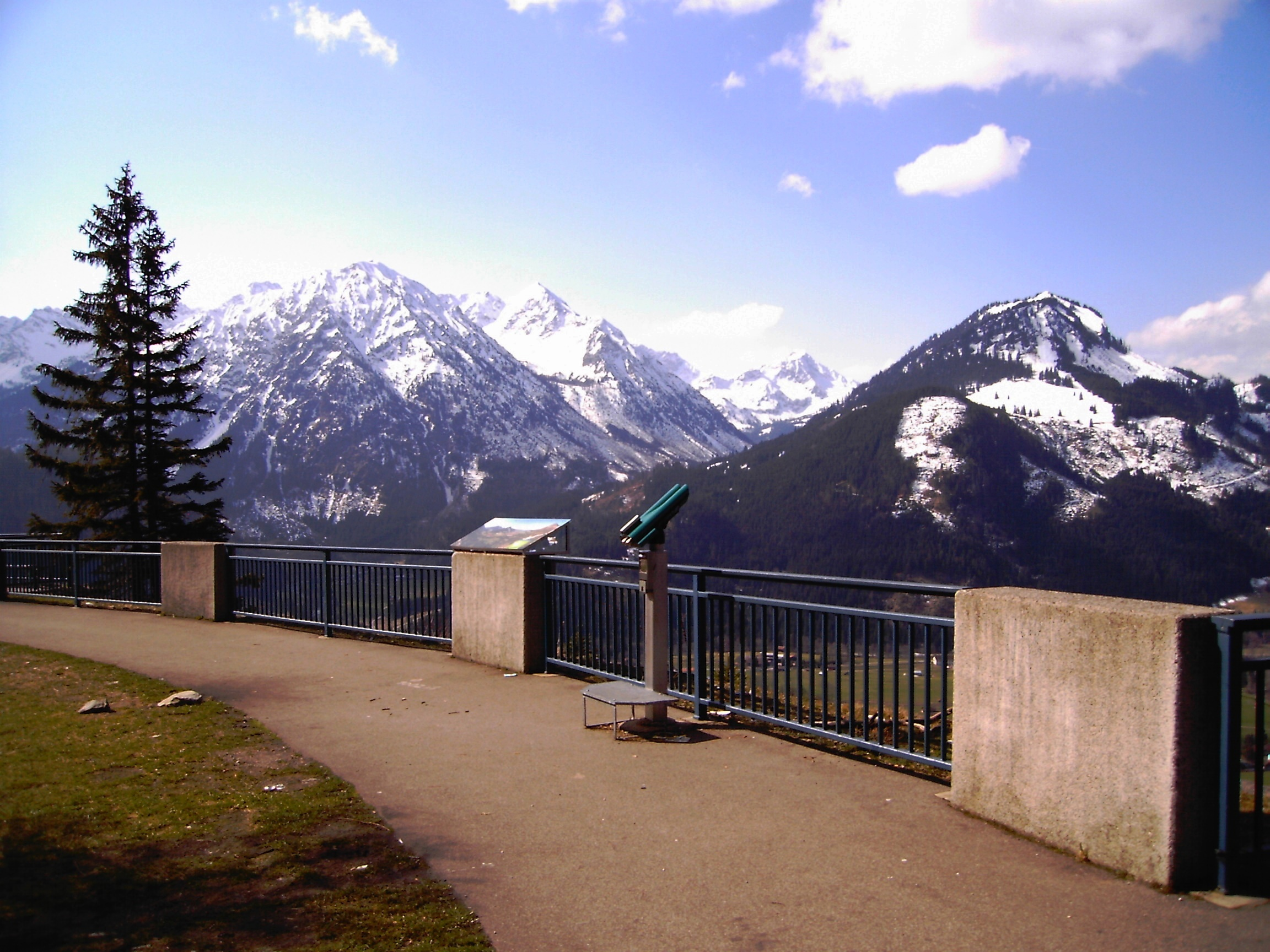
Der Aussichtspunkt am Oberjochpass

### Ferienstraßen
Von Lindau bis nach Oberjoch bildet die B 308 den westlichen Teil der Deutschen Alpenstraße.

### Aussichtspunkte
Auf dem Oberjochpass befindet sich der Aussichtspunkt „Kanzel“ mit Blick über die Allgäuer Alpen.

### Landschaftlich reizvolle Strecken
Die B 308 zählt zu den reizvollsten Bundesstraßen in Deutschland. Im Westen am Bodensee beginnend durchquert die Strecke die Allgäuer Alpen mit dem Illertal bei Sonthofen und den Oberjochpass im Osten.